# Robāţ Beyk
Robāţ Beyk (persiska: بَلوط بِيك, بَلوت بِيگ, Balūţ Beyk, رباط بیک) är en ort i Iran.   Den ligger i provinsen Lorestan, i den nordvästra delen av landet, 300 km sydväst om huvudstaden Teheran. Robāţ Beyk ligger 2 251 meter över havet och antalet invånare är 138.
Terrängen runt Robāţ Beyk är huvudsakligen kuperad. Robāţ Beyk ligger uppe på en höjd. Runt Robāţ Beyk är det tätbefolkat, med 257 invånare per kvadratkilometer. Närmaste större samhälle är Borujerd, 14,3 km sydväst om Robāţ Beyk. Trakten runt Robāţ Beyk består i huvudsak av gräsmarker.